# Gorkha (district)

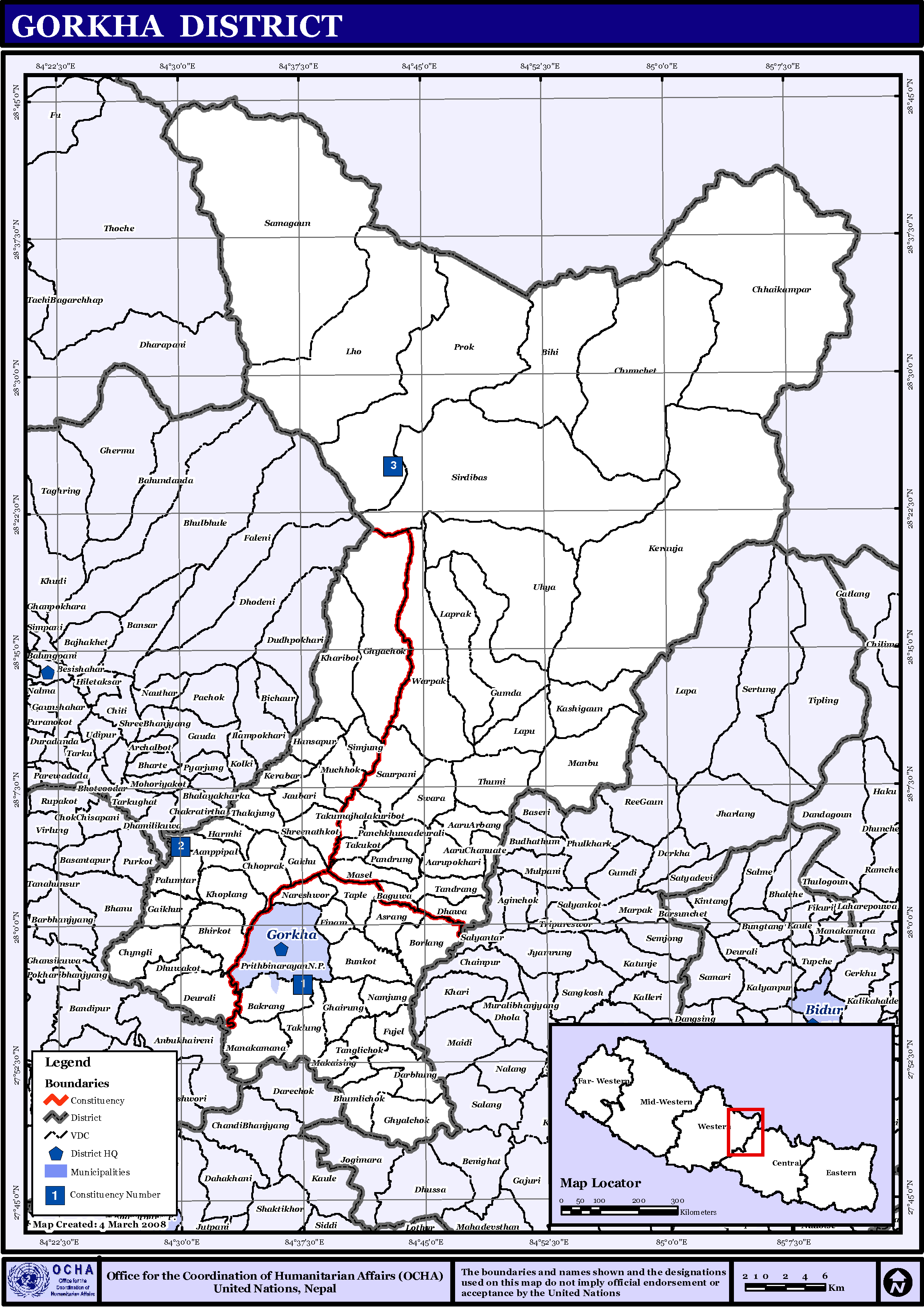
Kaart van het district Gorkha

Gorkha (Nepalees: गोर्खा) is een van de 75 districten van Nepal. Het district is gelegen in de bestuurlijke zone Gandaki en de hoofdstad is Gorkha.

## Stedenendorpscommissies[2][3]
- Stad: Nepalees: nagarpalika of N.P.; Engels: municipality;
- Dorpscommissie: Nepalees: gāu bikās samiti; Engels: village development committee of VDC.

- Steden (1): Gorkha.
- Dorpscommissies (66): Aanpipal (of: Aanppipal), Aaru Arbang, Aaru Chanuate (of: Aaru Chanaute), Aarupokhari, Asrang, Baguwa, Bakrang, Barpak, Bhirkot (of: Mirkot), Bhumlichok, Bihi, Borlang, Bunkot (of: Bungkot), Chhaikampar (of: Chhekampar), Chhoprak, Chumchet, Chyngli (of: Chyangli), Darbhung (of: Darbung), Deurali, Dhawa, Dhuwakot (of: Dhunwakot), Finam, Fujel, Gaikhur, Gakhu (of: Gankhu), Ghairung, Ghyachok, Ghyalchok, Gumda, Hanspur (of: Hansapur), Harmhi (of: Harmi), Jaubari, Kashingaun (of: Kashigaun), Kerabari), Kerauja, Khairibot, Khoplang, Laprak, Lapu, Lho, Makaising, Manakamana, Manbu, Masel, Muchhok, Namjung, Nareshwor, Palumtar (of: Palungtar), Panchkhuwadurali (of: Panchkhuwa Deurali), Pandrung, Prok, Samagaun, Saurpani, Shreenathkot, Simjung, Sirdibas, Swara, Taklung, Takukot, Takumajhalakuribot (of: Takumajh Lakuribot), Tandrang, Tanglichok, Taple, Thalajung, Thumi, Uhya.

Achham · 
Arghakhanchi · 
Baglung · 
Baitadi · 
Bajhang · 
Bajura · 
Banke · 
Bara · 
Bardiya · 
Bhaktapur · 
Bhojpur · 
Chitwan · 
Dadeldhura · 
Dailekh · 
Dang · 
Darchula · 
Dhading · 
Dhankuta · 
Dhanusa · 
Dolkha · 
Dolpa · 
Doti · 
Gorkha · 
Gulmi · 
Humla · 
Ilam · 
Jajarkot · 
Jhapa · 
Jumla · 
Kailali · 
Kalikot · 
Kanchanpur · 
Kapilvastu · 
Kaski · 
Kathmandu · 
Kavrepalanchok · 
Khotang · 
Lalitpur · 
Lamjung · 
Mahottari · 
Makwanpur · 
Manang · 
Morang · 
Mugu · 
Mustang · 
Myagdi · 
Nawalparasi · 
Nuwakot · 
Okhaldhunga · 
Palpa · 
Panchthar · 
Parbat · 
Parsa · 
Pyuthan · 
Ramechhap · 
Rasuwa · 
Rautahat · 
Rolpa · 
Rukum · 
Rupandehi · 
Salyan · 
Sankhuwasabha · 
Saptari · 
Sarlahi · 
Sindhuli · 
Sindhulpalchok · 
Siraha · 
Solukhumbu · 
Sunsari · 
Surkhet · 
Syangja · 
Tanahu · 
Taplejung · 
Terhathum · 
Udayapur